# Nordlig hundhaj
Nordlig hundhaj (Mustelus asterias) är en haj som finns från norra Västafrika till Nordsjön.

## Utseende
Nordliga hundhajen är en långsmal haj med grå- eller blåaktiga till gråbruna sidor och rygg, och nästan vit buk. Sidorna har ett stort antal vita, stjärnformade fläckar. Hajen blir vanligtvis omkring 85 cm lång, något mindre för hanen, även om den som mest kan bli omkring 140 cm. Likt de flesta hundhajar har den platta tänder som sitter tätt ihop så de bildar en yta avsedd att krossa bytesdjurens skal med. Största vikten är omkring 30 kg.

## Ekologi
Födan utgörs av kräftdjur som krabbor, eremitkräftor och hummer. Även musslor tas. Arten har därför specialiserade, platta tänder som bildar en flat "tandmatta" avsedd att krossa födan. Den nordliga hundhajen lever på kontinentalhyllorna nära sand- och grusbottnar. Den kan gå ner till över 100 meters djup.

### Fortplantning
Den nordliga hundhajen blir könsmogen mellan 2 och 3 års ålder. Honan, som föder levande ungar, är dräktig i mellan 10 och 12 månader. Hon föder under sommaren mellan 10 och 15 ungar med en längd av ungefär 30 cm.

## Utbredning
Arten finns i östra Atlanten från Mauretanien och Kanarieöarna, via Medelhavet till Nordsjön. Påträffas sällsynt i Sverige.

## Kommersiell användning
Den nordliga hundhajen är föremål för ett visst fiske, men den äts sällan utan används mest som industrifisk. Den är även föremål för sportfiske, och är en populär fisk i offentliga akvarier.